# 川崎市立富士見中学校
川崎市立富士見中学校（かわさきしりつふじみちゅうがっこう）とは、神奈川県川崎市川崎区にある公立中学校で、1947年（昭和22年）に創設した。校地面積は約9,316m²。

## 学区
- 旭町1・2丁目
- 砂子1・2丁目
- 駅前本町
- 榎町
- 貝塚1・2丁目
- 境町
- 新川通
- 鈴木町
- 中島1・2・3丁目
- 東田町
- 富士見1・2丁目
- 堀之内
- 本町1・2丁目
- 港町
- 宮前町
- 宮本町
- 伊勢町
- 藤崎1丁目
- 大島5丁目
- 大島1・2・4丁目 - 川崎市立渡田中学校の学区だが、指定変更可能地域に指定されていて市役所にて手続きをし、富士見中学校へ通うことが可能になる

## 教育目標
- いのちの大切さを尊重できる人
- 生きる力を育める人
- みずから正しい判断のできる人
- 豊かな情操を持つ人
- 勤労を愛する人

## 歴史
- 1947年 - 学校が設立される
- 2016年 - 新校舎(B棟と呼ばれている)が併用開始
- 2017年 - 創立70周年を迎えた

## 生徒会活動
- 会長（1名）副会長（2名）書記（2名）会計（2名）で構成されている。

任期は1年。9月上旬 - 10月上旬にかけて政見放送、立会演説等を行い、全校生徒による投票が行われる。後日結果は公表される。
立候補は、会長は2年生、副会長は2年生1名、1年生1名、書記、会計も同じく2年生1名、1年生1名。

## 委員会活動
- 学校議会
- 学級委員会
- 美化委員会
- 保健委員会
- 福祉委員会
- 広報委員会
- 生活委員会
- 図書委員会
- 放送委員会
- 管理委員会

各委員会委員長、副委員長を決定する（場合によっては書記、学年代表）。委員長は前期は3年生が、後期は2年生が担当する。副委員長に学年の制限はない。

## 部活動
運動部
- 野球部
- 陸上部
- ソフトボール部
- バドミントン部
- 卓球部
- 男子・女子バレーボール部
- 男子・女子バスケットボール部
- 男子ソフトテニス部
- 女子ソフトテニス部
- 剣道部
- 柔道・相撲部 - 友風想大在籍時に相撲の関東大会で団体優勝
- 水泳部
- 駅伝部

文化部
- 情報科学部
- 囲碁部
- 吹奏楽部
- 演劇部
- 美術部
- 茶道部

## アクセス
出典 : 
- 川崎駅から

| 系統                                      | 下車停留所                 | 運行事業者 |
| ----------------------------------------- | -------------------------- | ---------- |
| 川02・川03                                | カルッツ川崎・富士見公園前 | ■臨港      |
| 川04・川05・川07・ 川10・川13・川15・川17 | カルッツ川崎・富士見公園前 | ■川崎市営  |

- 徒歩15分